# Азійський трионікс
Азійський трионікс (Nilssonia) — рід черепах з родини трикігтеві черепахи підряду прихованошийні черепахи. Має 5 видів. Раніше вважалися частиною роду трионікс. Лише з 2004 року розглядається як самостійний рід. Інша назва «м'якопанцирна черепаха».

## Опис
Загальна довжина карапаксу представників цього роду коливається від 49 до 94 см. Голова велика, товста. Морда загострена. Панцир має овальну або округлу форму. Кінцівки досить потужні, наділені плавальними перетинками.
Забарвлення карапаксу оливкове, коричневе, буре або чорне. Пластрон сіруватий. Голова того ж кольору, що й карапаксу, лише світлих відтінків.

## Спосіб життя
Полюбляють річки, стариці, ставки з піщаним та мулистим дном. Значну частину проводять у водоймах. Харчуються рибою, молюсками, безхребетними.
Самиці відкладають до 40 яєць. Інкубаційний період триває до 110 днів.

## Розповсюдження
Мешкають у Південній Азії.

## Види
- Nilssonia formosa
- Nilssonia gangetica
- Nilssonia hurum
- Nilssonia leithii
- Nilssonia nigricans